# Eniak
Eniak SA war ein argentinischer Hersteller von Automobilen.

## Unternehmensgeschichte
Das Unternehmen aus Buenos Aires begann 1983 mit der Produktion von Personenkraftwagen und Pick-ups. Der Markenname lautete Eniak. 1990 endete die Produktion. Eine Quelle meint, dass die Modellnamen Antique und Durango auch Markennamen gewesen seien. Insgesamt entstanden etwa 120 Pkw.

## Fahrzeuge

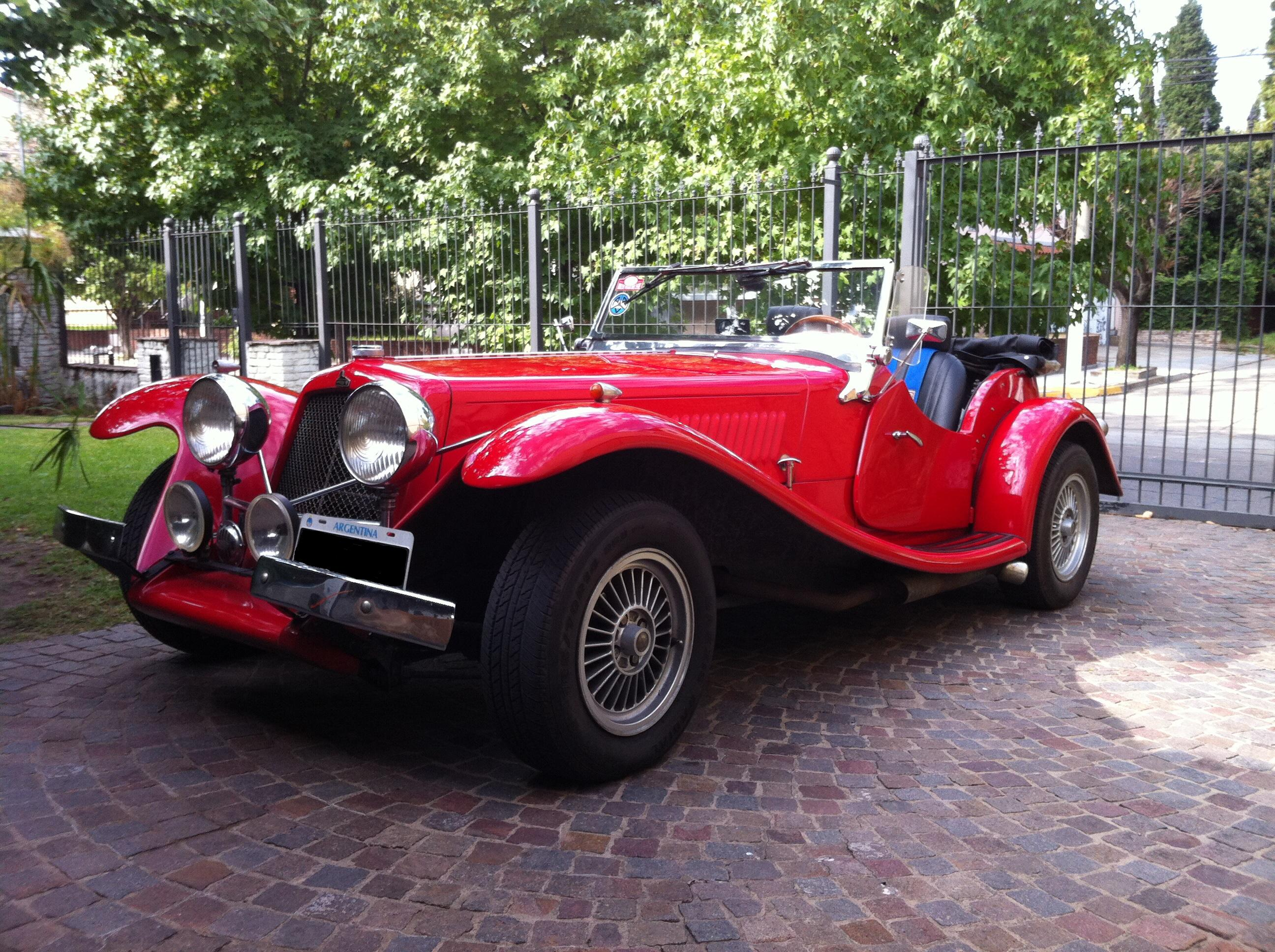
Eniak Antique

Das erste Modell erschien 1983. Es ähnelte dem britischen Morgan.
Von 1984 bis 1990 stand ein Modell Antique im Angebot, wobei unklar bleibt, ob es dem bisherigen Modell entsprach. Es war ein offenes Fahrzeug im Stil der 1930er Jahre. Ein wassergekühlter Vierzylindermotor von Volkswagen mit 1500 cm³ Hubraum trieb die Fahrzeuge an. Eine andere Quelle meint, dass es das Modell Antique erst ab 1991 gab.
Den Durango gab es von 1986 bis 1990. Dies war ein Pick-up mit Allradantrieb. Eine andere Quelle gibt 1989 als Einführungsjahr an.